# From the Sounds Inside
 (juin 2012).
Si vous disposez d'ouvrages ou d'articles de référence ou si vous connaissez des sites web de qualité traitant du thème abordé ici, merci de compléter l'article en donnant les références utiles à sa vérifiabilité et en les liant à la section « Notes et références ».
Albums de John Frusciante
To Record Only Water for Ten Days
(2001) Shadows Collide with People
(2003)
From the sounds inside est le 4e album de John Frusciante, publié gratuitement sur Internet en 2001. Son titre est le résultat d'un vote parmi les fans, où il remporta 36 % des voix[réf. souhaitée].
Deux autres titres, 2001 Internet Album et Live Above Hell, remportèrent respectivement 35 % et 29 % des voix. Les titres de la plupart des chansons de l'album ne sont pas officiels, ils ont été provisoirement donnés par des fans et par l'ancien webmaster du site officiel. En particulier, la chanson Lou Bergs a beaucoup de noms alternatifs, dont le plus récent est Low Birds, d'où la confusion. Des versions alternatives de Fallout et Saturation, présentes sur le précédent album To Record Only Water for Ten Days, y sont également présentes.
From The Sounds Inside peut être vu comme la seconde partie de To Record Only Water for Ten Days. Le style employé en est extrêmement proche, constitué par l'emploi de nappes de synthétiseurs, un recours prépondérant aux boîtes à rythmes et une partie vocale souvent saturée ou soumise à la réverbération. Le disque se veut très introspectif, John Frusciante s'étant chargé de l'ensemble de sa réalisation. Il se caractérise par une ambiance très sombre, encore hantée par une période très difficile de sa vie (1992-1997), lors de son exil des Red Hot Chili Peppers[réf. souhaitée]. From The Sounds Inside est néanmoins clairement orienté vers une issue positive : le chant est certes introspectif et peu conventionnel, mais est loin du mélange torturé de cris et de murmures qui était présent sur ses deux premiers albums Niandra LaDes and Usually Just a T-Shirt et Smile from the Streets You Hold. 2001 s'inscrit pour John Frusciante entre Californication et By the Way, deux immenses succès des Red Hot Chili Peppers, et marque le début d'une immense fécondité dans sa carrière personnelle[réf. souhaitée].
Certaines chansons de l'album ont été jouées durant une mini tournée donnée par John Frusciante en 2001 (notamment à La Scène à Paris). So Would've I et Beginning Again étaient déjà présentes en tant que faces B du single Going Inside. Deux chansons ont été écartées de l'album car jugées trop courtes, elles peuvent être trouvées sur plusieurs communautés Internet sous les noms de Untitled 2000 (instrumental) et Back And Fourth (To The Sun)[réf. souhaitée]. Cependant, plusieurs chansons n'ont jamais été jouées en live, et durant une interview en 2004, lorsque John Frusciante fut sollicité pour parler de From the Sounds Inside, il se trouva confus de ne pas savoir de quoi il s'agissait, et demanda à en être informé[réf. nécessaire]. Sur un forum consacré à l'album, il dit ne pas avoir la moindre idée de qui était Lou Bergs, affirmant plus tard que la chanson en question s'appelait Purity ; pourtant elle prit le titre Low Birds sur la setlist d'un concert acoustique donné au All Tomorrow's Parties (festival) en 2005[réf. souhaitée]. Des chansons comme Interstate Sex, The Battle of Time et l'instrumental With Love, n'ont jamais été mentionnées ou jouées, ainsi leur vrai titre et leur histoire restent un mystère à ce jour.

## Titres de l'album
1. So Would Have I (aka So Would've I) – 2:09
2. Three Thoughts – 3:25
3. I Go Through These Walls – 1:54
4. Murmur – 1:57
5. Saturation (Un-mastered Version) – 3:03
6. Interstate Sex – 4:38
7. Dying (I Don't Mind) – 2:11
8. The Battle of Time – 2:21
9. With Love – 1:47
10. I Will Always Be Beat Down – 2:02
11. Fallout (Un-mastered Version) – 2:10
12. Penetrate Time (aka Lou Bergs or Low Birds aka Purity) – 2:42
13. Slow Down – 3:00
14. Nature Falls – 1:56
15. Beginning Again – 2:09
16. Cut Myself Out (aka Leave All the Days Behind) – 1:56
17. Place to Drive – 1:32
18. How High – 1:02
19. Fallout (Alternate Version) – 2:12
20. Leaving You – 1:04
21. Sailing Outdoors – 1:31